# Karl Bock
Karl Bock (27. září 1886 Libědice – 8. října 1946 Langeneichstädt) byl československý politik německé národnosti a meziválečný senátor Národního shromáždění ČSR za Sudetoněmeckou stranu (SdP).

## Biografie
Profesí byl obchodníkem, bytem v Žatci.
V parlamentních volbách v roce 1935 získal senátorské křeslo v Národním shromáždění. V senátu setrval do října 1938, kdy jeho mandát zanikl v důsledku změn hranic Československa.
Od 8. ledna 1939 působil v místní skupině NSDAP v Žatci. Po válce byl vysídlen do Německa. Zde zemřel v říjnu 1946.